# Gustave Ruiz
Gustave-Raphaël Ruiz (* 6. März 1840 in Nevers; † nach 1877) war ein französischer Komponist.
Gustave Ruiz kam nach 1855 an das Pariser Konservatorium, wo er u. a. bei Simon Leborne Kontrapunkt und Fuge studierte. Beim Wettbewerb um den Prix de Rome erlangte er 1863 eine ehrende Erwähnung. Weitere Versuche, einen der Rompreise und die damit verbundene Studienreise zu gewinnen, schlugen fehl.
Daraufhin reiste Ruiz auf eigene Kosten nach Italien. Hier wurde 1870 im Teatro La Fenice in Venedig seine Oper Orio Soranzo aufgeführt. Im Dezember 1877 folgte die Aufführung seiner Oper Wallenstein am Theater von Bologna. Über das weitere Leben von Ruiz ist nichts bekannt.
| Personendaten    | Personendaten                              |
| ---------------- | ------------------------------------------ |
| NAME             | Ruiz, Gustave                              |
| ALTERNATIVNAMEN  | Ruiz, Gustave-Raphaël (vollständiger Name) |
| KURZBESCHREIBUNG | französischer Komponist                    |
| GEBURTSDATUM     | 6. März 1840                               |
| GEBURTSORT       | Nevers                                     |
| STERBEDATUM      | nach 1877                                  |